# Симонян, Рафик Багратович
Рафик Багратович Симонян (род. 28 марта 1975 года, г. Чаренцаван, Армянская ССР) — российский спортсмен, участник и победитель международных турниров по греко-римской борьбе. Заслуженный мастер спорта России по греко-римской борьбе. Президент федерации греко-римской борьбы по Красноярскому краю.
Борьбой начал заниматься в детстве. В 90-х переехал в Красноярск. Занимался борьбой в местной ШВСМ под руководством заслуженного тренера РСФСР Михаила Гамзина. Представлял клуб «Сибирские медведи».
В составе сборной России дебютировал в сентябре 1997 года на чемпионате мира во Вроцлаве, где в финальном поединке уступил чемпиону Олимпийских игр и мира Юрию Мельниченко из Казахстана. В ноябре того же года победил в личном зачете Кубка мира, проходившем в Тегеране, в весовой категории до 58 кг.
В апреле 1998 года на чемпионате Европы в Минске завоевал серебряную медаль, проиграв в решающем поединке олимпийскому чемпиону из команды Болгарии Армену Назаряну.
В 2001 году окончил Красноярский педагогический университет.

## Спортивные достижения
- Серебряный призер чемпионата мира 1997[4][8]
- Серебряный призер чемпионата Европы 1998[5]
- Чемпион России 1997
- Обладатель Кубка России 1999
- Обладатель Кубка мира 1997